# Estádio da Baixada
O Estádio da Baixada, popularmente conhecido como Fortim da Baixada, foi um estádio brasileiro de futebol, da cidade de Porto Alegre, no Rio Grande do Sul. Pertencia ao Grêmio Foot-Ball Porto-Alegrense e foi o primeiro estádio do clube.

## História

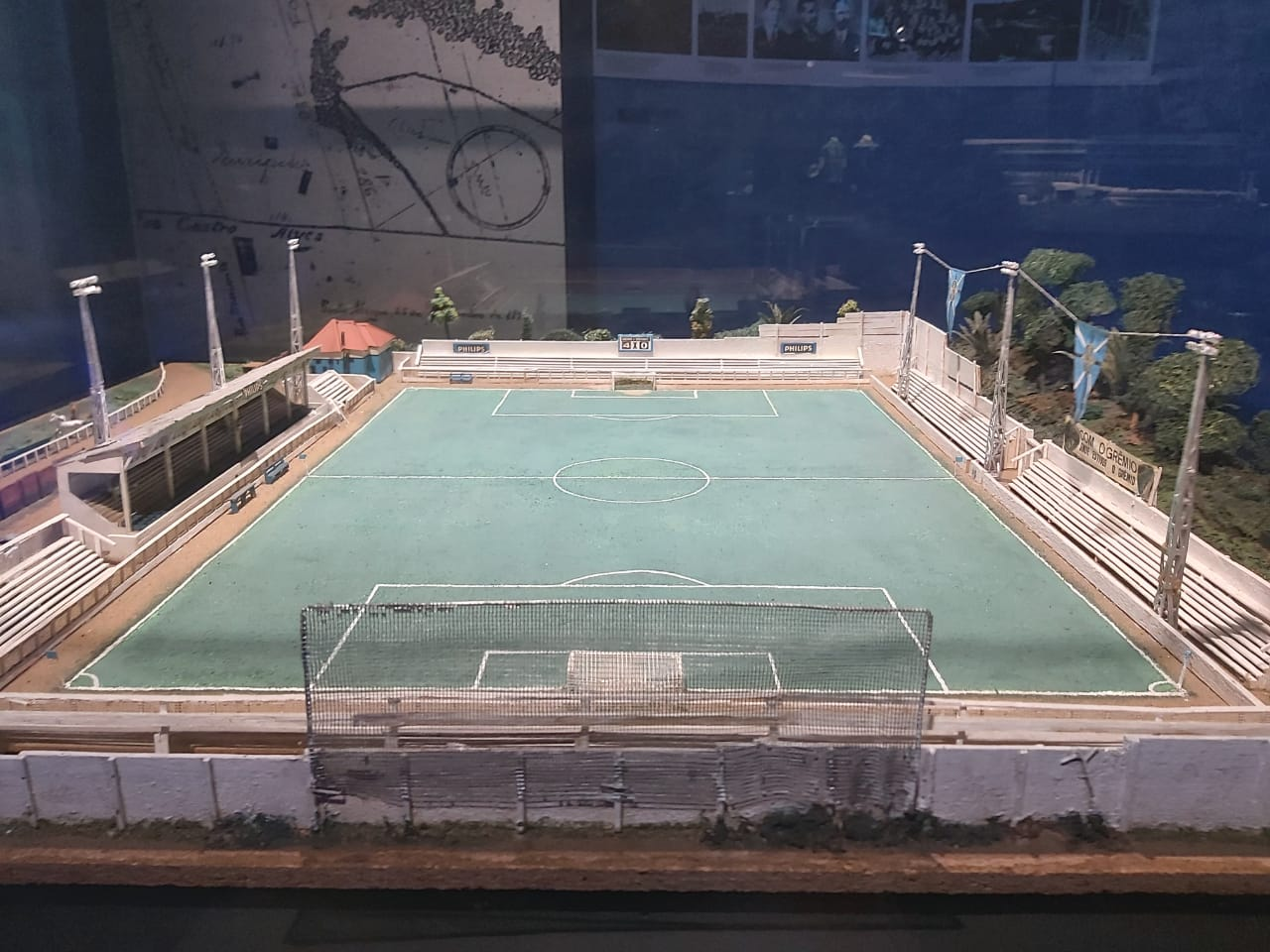
Maquete

O Estádio da Baixada estava inicialmente localizado em um terreno rodeado por mato e morro, no Bairro Moinhos de Vento, de propriedade de Laura Mostardeiro, a qual cedeu parte do terreno para o Estado. O local era conhecido como “Schützenverein Platz” e situava-se em frente a Sociedade dos Atiradores Alemães.
O Grêmio Foot-Ball Porto-Alegrense comprou o terreno por dez contos de réis. O dinheiro foi adquirido por empréstimo por intermédio de um sócio do clube, major Augusto Koch, junto a Waldemar Bromberg (que seria, futuramente, o árbitro da primeira partida do entre Grêmio e Internacional da história. Mais tarde este jogo foi denominado como "Clássico Grenal").
A verificação do terreno ficou a encargo de uma comissão composta por Carlos Luiz Bohrer (primeiro presidente do clube) e Oswaldo Siebel. A terraplanagem foi feita com ajuda da Prefeitura Municipal de Porto Alegre (o prefeito José Montaury era sócio do clube). Plátanos foram plantados nos arredores do campo e foi criado um pavilhão para as autoridades entre a Rua Dona Laura e a Mostardeiro.
A inauguração do estádio ocorreu em 14 de agosto de 1904, em uma partida entre os times principal (1º quadro) e reserva (2º quadro) do Grêmio. O árbitro do jogo foi Osvaldo Siebel.
Em 18 de julho de 1909, o Estádio da Baixada foi palco para o primeiro Grenal da história. Aproximadamente 2.000 pessoas acompanharam a partida em que o Grêmio derrotou aquele que seria, no futuro, seu maior rival — o Internacional — por 10 a 0, sendo esta a maior goleada da história do clássico Grenal.
Em 1910, o campo da Baixada foi cercado com arame farpado, o que permitiu a cobrança de ingressos. Em 1911, o espaço para os associados já era pequeno e foi preciso adquirir mais uma área que custou o mesmo preço da anterior, ou seja, dez contos de réis. O primeiro pavilhão durou até 1918, quando foi construído um segundo pavilhão. O terceiro e último pavilhão foi construído em 1944.
O Estádio da Baixada foi utilizado pelo Grêmio até 1954, ano em que foi inaugurado o segundo estádio do clube, o Estádio Olímpico.
Atualmente, o local onde se localizava o estádio fica ao lado de onde hoje se localiza o Parcão, um dos cartões-postais da capital gaúcha. Na época da Baixada, o Parcão era ocupado pelo Jockey Club, que mais tarde foi para o bairro Cristal, na Zona Sul de Porto Alegre.